# Bryan Maison
Bryan Maison, né le 4 juillet 1997 en Lorraine, est un footballeur français international de beach soccer.

## Biographie

### En club
Bryan Maison naît en Lorraine et commence le football à quatre ans. 
À la suite d'une participation à un tournoi amical de beach soccer, le BSC Amnéville lui propose d'intégrer un club pour disputer la phase régionale du championnat de France puis plus, à la suite de la qualification. 
En 2017, il participe à la Coupe d'Europe de beach soccer avec le club belge de LSA Perwez BS. 
En janvier 2018, Bryan Maison quitte le Thionville FC, avec qui il a inscrit cinq buts en Régional 1 sur la première moitié de la saison 2017-2018, et renforce l’US Rumelange au Luxembourg.

### En équipe nationale
En 2016, dès le début de la saison de l'équipe de France de beach soccer en juin, Bryan Maison est retenu par Stéphane François pour  une double confrontation amicale face au Maroc. Il est alors joueur du CSO Amnéville Beach Soccer.  
En 2017, Maison est aussi membre de l'équipe de France des moins de 21 ans de beach soccer. Fin octobre, lors d'un tournoi de fin de saison au Mexique avec la sélection A, Bryan inscrit un triplé contre les États-Unis, seuls buts en A de l'année, mais ne peut empêcher la défaite (6-5). 
En 2018, à seulement 19 ans, Bryan Maison dispute sa troisième saison sous le maillot tricolore. Étant en étude universitaire STAPS, il profite de la fin d'année anticipée pour pouvoir participer aux stages de l'équipe de France.  

## Statistiques en équipe de France
| Années     | 2016 | 2017 | 2018 | 2019 | Total |
| ---------- | ---- | ---- | ---- | ---- | ----- |
| Sélections | 12   | 9    | 3    | -    | 24    |
| Buts       | 2    | 3    | 1    | -    | 6     |

## Palmarès
En 2018, la fédération mondiale Beach Soccer Worldwide choisit son but égalisateur contre la Biélorussie dans la liste en lice pour le plus beau but de l’année. Inscrit le 24 juin pour l'équipe de France lors de la première étape de l’Euro Beach Soccer League (score final 2-3), il s'agit d'une frappe lointaine en lucarne.